# Palmira, Kuba
Palmira är en ort i Kuba.   Den ligger i provinsen Provincia de Cienfuegos, i den centrala delen av landet, 230 km öster om huvudstaden Havanna. Palmira ligger 67 meter över havet och antalet invånare är 23 078.
Terrängen runt Palmira är platt. Runt Palmira är det tätbefolkat, med 343 invånare per kvadratkilometer. Närmaste större samhälle är Cienfuegos, 11,7 km sydväst om Palmira. Trakten runt Palmira består till största delen av jordbruksmark.